# Antje Nuthmann
Antje Nuthmann ist eine deutsche Psychologin.

## Leben
Von 1996 bis 2002 studierte sie Psychologie (Dipl.-Psych.) an der Humboldt-Universität zu Berlin. Von 2002 bis 2006 absolvierte sie die Promotion in Psychologie (Dr. phil.) an der Universität Potsdam. 2007 wurde sie Fellow, 2010 Lecturer und 2016 Reader am Institut für Psychologie der Universität Edinburgh. Seit 2017 ist sie Professorin (W3) für Allgemeine Psychologie II (Wahrnehmung und Kognition) am Institut für Psychologie der Christian-Albrechts-Universität zu Kiel.
Ihre Forschungsschwerpunkte sind Aufmerksamkeits- und Blicksteuerung bei der Wahrnehmung natürlicher Szenen, der visuellen Suche und des Lesens; computationale und statistische Modellierung.

## Schriften (Auswahl)
- The "where" and "when" of eye fixations in reading. 2006.